# Erythromma najas
Espèce
Statut de conservation UICN

 LC  : Préoccupation mineure
Erythromma najas, la naïade aux yeux rouges, est une espèce d'insectes odonates zygoptères (ou demoiselles) de la famille des Coenagrionidae.

## Distribution
Eurasiatique, depuis le Midi de la France, l'Angleterre jusqu'au Japon.

## Espèce proche
Erythromma viridulum, la « naïade au corps vert » : les mâles possèdent aussi les yeux rouges. Cette espèce est plus brillante, plus fine et plus fragile, elle est en expansion vers le nord.

## Systématique
Le nom valide complet (avec auteur) de ce taxon est Erythromma najas (Hansemann, 1823).
L'espèce a été initialement classée dans le genre Agrion sous le protonyme Agrion najas Hansemann, 1823.
Ce taxon porte en français les noms vernaculaires ou normalisés suivants : agrion aux yeux rouges, naïade aux yeux rouges,,.
Erythromma najas a pour synonymes :
- Agrion analis Vander Linden, 1825
- Agrion chloridion Charpentier, 1825
- Agrion najas Hansemann, 1823
- Erythromma baicalense Belyshev, 1964
- Erythromma bipunctatum Schimer, 1913
- Erythromma humerale Selys, 1887
- Erythromma immaculatum Schimer, 1913
- Erythromma nigrithorax Förster, 1902
- Erythromma puellaris Schimer, 1913
- Eythromma najas (Hansemann, 1823)